# Tsunogaipagurus chuni
Tsunogaipagurus chuni is een tienpotigensoort uit de familie van de Parapaguridae. De wetenschappelijke naam van de soort is voor het eerst geldig gepubliceerd in 1911 door Balss.